# نظام نوآوری منطقه ای
در اوایل دهه ۱۹۹۰ مفهوم نظام نوآوری منطقه‌ای، از طرف سیاست‌گذاران و محققان به خصوص پژوهشگران مطالعات منطقه‌ای، جغرافی‌دانان اقتصادی و سیاست‌گذاران توسعه منطقه‌ای به عنوان یک چارچوب تحلیلی قابل قبول به منظور توسعه درک فرایندهای نوآوری در اقتصادهای منطقه‌ای پذیرفته شد. عمومیت این مفهوم منعکس کننده ارتباط نقش یادگیری و قلمروی اجتماعی در توسعه اجتماعی و رشد اقتصادی است.

## ویژگی‌های نظام نوآوری منطقه‌ای
1. یک نظام نوآوری منطقه‌ای، ذاتاً یک سیستم اجتماعی است.
2. یک نظام نوآوری منطقه‌ای در برگیرنده تعاملات مابین مجموعه‌های مختلف از بازیگران (بخش خصوصی وعمومی) در یک روش سیستماتیک است.

۳- یک نظام نوآوری منطقه‌ای یک الگوی سیستماتیک از تعاملات به منظور افزایش وارتقای شایستگی یادگیری بومی‌شده یک منطقه بیان شده‌است.

## عوامل موثر بر موفقیت نظام های نوآوری منطقه ای
1. فرهنگ همکاری
2. فرهنگ مشارکت پذیری
3. توانایی و ورزیدگی برای تغییر نهادی
4. هماهنگی و وفاق بخش عمومی و خصوصی
5. فرهنگ بهره‌وری یا زیر عناصر روابط نیروی کار، همکاری و مسئولیت‌پذیری بنگاه نسبت به جامعه

۶- وجود سازوکار تبادل در حوزه‌های تخصصی و فناورانه، بهره‌وری و تأمین مالی.